# Esch (Vulkaneifel)
Pour les articles homonymes, voir Esch (homonymie).
Esch est une municipalité du Verbandsgemeinde Obere Kyll, dans l'arrondissement de Vulkaneifel, en Rhénanie-Palatinat, dans l'ouest de l'Allemagne.